# 中山忠彦
中山 忠彦（なかやま ただひこ、1935年3月20日 - 2024年9月24日）は、日本の洋画家、日本芸術院会員。日展元理事長 (現在は顧問)。白日会会長。福岡県小倉市（現・北九州市）生まれ。　

## 経歴
9歳で大分県に疎開。1950年に15歳で県展に入選。
中津西高校（現・大分県立中津南高等学校）卒業後上京して伊藤清永に入門。アルバイトのかたわら三輪孝主宰の阿佐ヶ谷洋画研究所に学ぶ。1965年の結婚以来は、良江夫人をモデルにした美人画を描き続けた。結婚を機に1966年に市川市市川1丁目の小島鉦治方に転居。1970年に市川市国府台に画室を新築して転居。
- 1954年 - 日展に入選。
- 1958年 - 白日会会員に推挙される。
- 1996年 - 日本芸術院賞受賞。
- 1998年 - 芸術院会員となる。
- 2002年 - 伊藤清永の後任として白日会会長に就任。
- 2007年 - 市川市市政功労賞受賞。北九州市民文化賞受賞。
- 2009年 - 日展理事長に就任 (2013年に退任)。中津市民栄誉賞受賞。
- 2014年 - 市川市名誉市民として顕彰。
- 2015年 - 日展理事を退任し、新顧問に就任[1]。
- 2019年 - 旭日中綬章受章[2][3]。
- 2024年9月24日 - 肺炎のため死去。89歳没[4]。

## 関連書籍
- 『中山忠彦画集』（ビジョン企画出版社、2006）